# Sayed Qassem Rishtya
Sayed Qassem Rishtya (auch Qassem Reshtia oder Qassem Rechtya; * 1913 in Kabul; † 1998 in Genf) war ein afghanischer Schriftsteller, Politiker und Diplomat.

## Leben
Nach seinem Abschluss an dem französischen Isteqlal Lycée studierte er am Finanzinstitut in Kabul. Danach arbeitete er für verschiedene Zeitschriften in Kabul und wurde Direktor von Radio Afghanistan sowie Direktor der Agentur Bakhtar. Von 1950 bis Anfang der 1960er Jahre war Sayed Qassem Rishtya Minister für Finanzen; ab 1964 bis 1965 Minister für Information und Kultur. Als Diplomat war er von 1960 bis 1962 Botschafter in der Tschechoslowakei und von 1962 bis 1963 in Ägypten tätig. Er war auch Delegierter bei der Bandung-Konferenz sowie bei den Konferenzen der blockfreien Staaten in Belgrad (1961) und in Kairo (1965).
Nach dem Sturz der Monarchie in Afghanistan arbeitete er 1973 als Botschafter in Japan. Kurz nach seiner Rückkehr zog er sich aus seinem öffentlichen Leben zurück und widmete sich der historischen Forschung sowie der Abfassung seiner Memoiren und Veröffentlichung des Werkes Afghanistan in the XIXth century, das mit dem nationalen Preis als wichtigstes historisches Werk ausgezeichnet wurde. Nach der sowjetischen Invasion in Afghanistan flüchtete er nach Genf, wo er im Alter von 85 Jahren starb.